# 复兴水库 (青神)
复兴水库是中国四川省眉山市青神县白果乡境内的一座水库，位于岷江小支流复兴河上，建于1979年。水库正常库容为1066万立方米，集雨面积为49平方千米，海拔为431.3米。